# Holger Stark (Journalist)
Holger Stark (* 1970 in Berlin) ist ein deutscher Journalist. Seit dem 1. Februar 2020 ist er Stellvertretender Chefredakteur von Die Zeit.

## Leben
Von 1989 bis 1991 absolvierte Holger Stark eine Ausbildung an der Deutschen Journalistenschule in München und der Berliner Journalisten-Schule in Berlin. Im Anschluss ging Stark von 1991 bis 1993 als Redakteur zur Berliner Zeitung. Von 1993 bis 1998 studierte er Politikwissenschaft am Otto-Suhr-Institut der Freien Universität Berlin und machte seinen Abschluss als Diplom-Politologe.
Neben dem Studium arbeitete er als freier Redakteur und Reporter für den Ostdeutschen Rundfunk Brandenburg und bei Radio Fritz in Babelsberg. Von 1999 bis 2001 war Stark Redakteur beim Berliner Tagesspiegel. Im Mai 2001 wechselte er als Korrespondent zum Nachrichtenmagazin Der Spiegel. 2006 wurde er stellvertretender Leiter des Deutschland-Ressorts, 2010 dessen Leiter. 2013 ging er zusammen mit seiner Frau, der Journalistin Barbara Junge, in die USA. Ab Juni 2013 arbeitete Stark als Korrespondent des Spiegel in Washington, D.C. Ende Januar 2017 wechselte er zur Wochenzeitung Die Zeit, wo er als Mitglied der Chefredaktion für den Bereich Investigative Recherche zuständig ist. Seit 1. Februar 2020 ist er stellvertretender Chefredakteur der Zeit.

## Journalistische Arbeiten
2001 enttarnte Stark gemeinsam mit dem Spiegel-Kollegen Georg Mascolo mehrere V-Leute des Verfassungsschutzes in der rechtsextremen NPD. Die Berichterstattung trug dazu bei, dass das Bundesverfassungsgericht den ersten Verbotsantrag gegen die Partei angesichts der vielen staatlichen Zuträger zurückwies.
Nach den Terroranschlägen am 11. September 2001 wurden der islamistische Terrorismus und die staatlichen Verfehlungen im so genannten Krieg gegen den Terror ein Schwerpunkt seiner Arbeit. 2002 berichtete Stark gemeinsam mit Mascolo, dass der in Deutschland geborene türkische Staatsbürger Murat Kurnaz von den USA im Gefangenenlager auf Guantanamo interniert wurde. 2003 enthüllte er, dass eine Delegation deutscher Geheimdienstler Kurnaz auf Guantanamo besucht und befragt hatte.
Seine Geschichte Der vergessene Gefangene (2005) über die Verschleppung des Deutsch-Syrers Muhammad Haidar Zammar durch den US-Geheimdienst CIA trug zur Einsetzung eines Untersuchungsausschusses des Deutschen Bundestages bei, der die Kooperation der deutschen Sicherheitsbehörden mit den US-Geheimdiensten durchleuchtete.
Ein weiterer Schwerpunkt seiner Arbeit ist der Nahe Osten. 2009 berichtete er zusammen mit Erich Follath über die geheimen nuklearen Pläne Syriens und den israelischen Angriff auf die versteckte Atomanlage al-Kibar. Ebenfalls mit Follath schilderte er anhand von bis dahin unbekannten Dokumenten die Hintergründe des iranischen Atomprogramms.
2010 koordinierte Stark die Spiegel-Berichterstattung in der „WikiLeaks-Affäre“. Anhand von geheimen US-Akten, die Chelsea Manning an Wikileaks übergeben hatte, enthüllten die New York Times, die britische Tageszeitung The Guardian, die spanische El País, die französische Le Monde, der Spiegel und Wikileaks, wie die US-Armee in Afghanistan und Irak agierte, und ermöglichten einen Einblick in die geostrategischen Machtinteressen der USA anhand vertraulicher diplomatischer Depeschen.
Im Juli 2013 berichtete Stark gemeinsam mit Kollegen über die Aktivitäten der National Security Agency (NSA) anhand von internen Unterlagen des Whistleblowers Edward Snowden. Gemeinsam mit Marcel Rosenbach und Laura Poitras enthüllte er unter anderem, wie die US-Geheimdienste diplomatische Einrichtungen der EU in Washington und New York verwanzt hatten. In der Folge verfasste er zusammen mit seinen Kollegen weiter Berichte in der NSA-Affäre, unter anderem zur Überwachung des Mobiltelefons von Bundeskanzlerin Angela Merkel durch die NSA im Oktober 2013.

## Sonstiges
Im Hollywood-Film Inside Wikileaks – Die fünfte Gewalt taucht Stark als Figur in einer Nebenrolle auf, dargestellt von Anatole Taubman.
Stark ist Interview-Gast in internationalen Fernsehsendungen, unter anderem bei NBC, CNN, Al Jazeera America, Russia Today Amerika und CCTV.

## Schriften (Auswahl)
- mit Barbara Junge, Julia Naumann: Rechtsschreiber. Wie ein Netzwerk in Medien und Politik an der Restauration des Nationalen arbeitet (= Antifa-Edition). Elefanten-Press, Berlin 1997, ISBN 3-88520-621-8.
- mit Marcel Rosenbach: Staatsfeind WikiLeaks. Wie eine Gruppe von Netzaktivisten die mächtigsten Nationen der Welt herausfordert. DVA, München 2011, ISBN 978-3-421-04518-8.
- mit Marcel Rosenbach: Der NSA-Komplex. Edward Snowden und der Weg in die totale Überwachung. DVA, 2014, ISBN 978-3-421-04658-1.

## Auszeichnungen
- 2011: „Henri-Nannen-Preis für Dokumentation“ für die Rekonstruktion des tödlichen Bombenabwurfs bei Kunduz als Teil eines Spiegel-Teams (Ein deutsches Verbrechen)[17][18]
- 2012: Nominiert für den „Henri-Nannen-Preis für Investigation“ für die Recherche zum geplanten Export deutscher Leopard-Panzer nach Saudi-Arabien (Merkels Geheimnis)[19]
- 2013: Nominiert für den „Henri-Nannen-Preis für Investigation“ für die Recherche über deutsche Atom-U-Boote für Israel (Geheim-Operation Samson)[19]
- 2013: „Journalist des Jahres“ (zusammen mit Marcel Rosenbach) für seine Recherchen rund um die NSA-Affäre zusammen[20]
- 2014: Nominiert für den „European Press Price“ in London[21]
- 2014: „Henri-Nannen-Preis – beste investigative Leistung“, gemeinsam mit Jacob Appelbaum, Marcel Rosenbach und Jörg Schindler, für Kanzler-Handy im US-Visier?
- 2018: Nannen Preis in der Kategorie Beste investigative Leistung für Ein Anschlag ist zu erwarten[22]
- 2019 Nominiert für Nannen Preis in der Kategorie Dokumentation für die Recherche zu den Hintergründen des Mordes an der Journalistin Daphne Caruana Galizia[23]
- 2020: Deutscher Reporter:innenpreis in der Kategorie Bestes Interview zusammen mit Heinrich Wefing für das Interview Herr Leyendecker, haben Sie einen Informanten erfunden und damit eine Staatsaffäre ausgelöst?[24]
- 2021: Deutscher Reporter:innenpreis in der Kategorie „Investigation“ für die Recherche zum Pegasus-Projekt